# 調變
调制（英語：modulation）是一种将一個或多個週期性的載波混入想傳送之信号的技術，常用于无线电波的传播与通信、利用电话线的数据通信等各方面。依调制信号的不同，可区分为數位调制及類比调制，這些不同的调制，是以不同的方法，將信号和载波合成的技术。调制的逆过程叫做「解调」，用以解出原始的信号。
在模拟调制之下，一个原始模拟信号会被混入载波当中。例如在幅度调制，欲传送的讯息被置于载波信号的幅度里面；在频率调变，欲传送的讯息被置于载波信号的频率里面。
模拟调制是最初期的调制方式，被广泛应用于音讯传输，电台广播是一个最为经典的例子。
近年来的通信系统则大量使用数字调制技术，首先将离散的原始信息（例如英文字母）编码成一串由0和1所组成的位元流，再以特定的方式于传送信号中表示出0和1。例如频率偏移调制对于0和1使用了两种不同的频率振荡。而更加复杂的数位调制方法甚至可能引入多个载波，例如应用于WiFi、数字广播及数字电视的正交频分复用技术。

## 调制与解调的意义

同樣的信號通過AM與FM進行傳輸

調變是指可以将信号的频谱搬移到任意位置，从而有利于信号的传送，并且使频谱资源得到充分利用。例如，天线尺寸为信号的十分之一或更大些，信号才能有效的被辐射。然而，对于语音信号来说，相应的天线尺寸要在几十公里以上，但实际上不可能实现。因此，这時就需要调制过程将信号频谱搬移到较高的频率范围。如果不进行调制就把信号直接辐射出去，那么各电台所发出信号的频率就会相同。此外，调制作用的实质就是使相同频率范围的信号分别依托于不同频率的载波上，接收机就可以分离出所需的频率信号，不致互相干扰。这也是在同一信道中实现多路复用的基础。

## 模拟信号调制方式
- 角度调制（Angular modulation）
  - 相位调制（调相）（Phase modulation, PM）
  - 频率调制（调频）(Frequency modulation, FM）
- 幅度调制（调幅）(Amplitude modulation, AM）
  - 双边带调制（Double-sideband modulation, DSB）
  - 单边带调制（Single-sideband modulation, SSB or SSB-AM）
  - 残余边带调制（Vestigial-sideband modulation, VSB）

## 數位信号調變方式
- 幅度偏移调制（Amplitude-shift keying, ASK）及其最常见的形式（OOK，On-Off Keying）
- 频率偏移调制（Frequency-shift keying, FSK）
- 相位偏移调制（Phase-shift keying, PSK）

## 脈衝調變方式
- 脈衝編碼調變 Pulse-code modulation（PCM，Analog-over-digital）
- 脈衝寬度調變 Pulse-width modulation（PWM，Analog-over-analog）
- 脈衝振幅調變 Pulse-amplitude modulation（PAM，Analog-over-analog）
- 脈衝相位調變 Pulse-position modulation（PPM，Analog-over-analog）
- 脈衝密度調變 Pulse-density modulation（PDM，Analog-over-analog）
- 積分-微分調變 Sigma-delta modulation（∑Δ，Analog-over-digital），一种PDM的实现方式。